# إرولكان تشينكو
إرولكان تشينكو (بالتركية: Erolcan Çinko)‏ مواليد 15 أغسطس 1990 في باندرمة، بالق أسير، تركيا، هو لاعب كرة سلة تركي. بدأ مسيرته الاحترافية في سنة 2008. يلعب مع طرابزون سبور لكرة السلة في الدوري التركي لكرة السلة. يبلغ طوله 6 قدم 2 بوصة (1.9 م).

## المسيرة الاحترافية
لعب مع بانفيت لكرة السلة في الدوري التركي من سنة 2008 إلى 2013، ثم لعب مع نادي طوفاس الرياضي في موسم 2014–2015، ثم لعب مع طرابزون سبور لكرة السلة في الدوري التركي في سنة 2016.

## روابط خارجية
- إرولكان تشينكو على موقع الاتحاد الدولي لكرة السلة (الإنجليزية)
- إرولكان تشينكو على موقع الدوري الأوروبي لكرة السلة (الإنجليزية)
- إرولكان تشينكو على موقع كرة السلة الأوروبية.كوم (الإنجليزية)
- إرولكان تشينكو على موقع ريلجم (الإنجليزية)
- إرولكان تشينكو على موقع سبورتس رفرنس (الإنجليزية)